# Gladiolus bullatus
Gladiolus bullatus là một loài thực vật có hoa trong họ Diên vĩ. Loài này được Thunb. ex N.E.Br. miêu tả khoa học đầu tiên năm 1928.